# Terrence Agard
Pour les articles homonymes, voir Agard.
Terrence Agard (né le 16 avril 1990 à Willemstad) est un athlète néerlandais, spécialiste du sprint.

## Biographie
Le 5 juillet 2014, il porte son record du 400 m à 45 s 94 à Oordegem-Lede.
Le 9 mai 2015 il porte son record du 200 m à 20 s 78 à Saint-Martin.
Le 25 juin 2017, il bat le record du relais 4 x 400 m, qui datait de l'Universiade de 1979, Il établit en 3 min 2 s 37, le record national du relais 4 x 400 m à Villeneuve-d'Ascq, avec Maarten Stuivenberg, Liemarvin Bonevacia et Bjorn Blauwhof.